# Kenny Wheeler
Kenny Wheeler (all'anagrafe Kenneth Vincent John Wheeler) (Toronto, 14 gennaio 1930 – Londra, 18 settembre 2014) è stato un trombettista e compositore canadese, di musica jazz, che fu attivo prevalentemente in Inghilterra dagli anni '50.

## Biografia
Figlio di un trombonista, Wheeler nasce in Canada dove già dall'età di 12 anni suona la cornetta, ma è in Inghilterra che acquisisce notorietà, dopo essersi lì trasferito nel 1952. A Londra comincia a suonare con alcuni nomi di spicco, fra i quali Tubby Hayes e Ronnie Scott. Il primo disco in cui appare è Fall out del chitarrista Terry Smith.
Ben presto comunque si segnala come grande compositore e arrangiatore (per Maynard Ferguson fra gli altri), lanciando anche nuovi stili per la sua nuova nazione, come quella della free improvisation, registrando, dal 1971 al 1976 con il gruppo di Anthony Braxton e in seguito con un gruppo che rimarrà nella storia, l'Azimuth, insieme a John Taylor e Norma Winstone. Importante è anche la sua militanza nella band di Dave Holland (1983 - 1987) e nel gruppo drumless (senza-batteria) insieme a Bill Frisell, Dave Holland e Lee Konitz.
Nel corso della sua carriera ha collaborato con grandissimi nomi del jazz come: Paul Gonsalves, Dave Holland, John Taylor e Norma Winstone (negli Azimuth), Anthony Braxton, Lee Konitz, Keith Jarrett, Theo Jörgensmann Quartet, David Sylvian, Steve Coleman, Bob Brookmeyer, Paul Bley, Philly Joe Jones, Phil Woods, Kenny Clarke-Francy Boland Big Band, Claudio Fasoli, Friedrich Gulda, Ralph Towner, Jan Garbarek, Pepper Adams e molti altri. Sua è anche la sigla del TG1 del mattino dal 1986 al 1992.
Ha lavorato anche in Italia, assieme Claudio Fasoli nell'album Ten tributes, alla cantante Diana Torto e al pianista Glauco Venier, registrando un album dal nome "Nineteen plus One" con la prestigiosa Big Band marchigiana Colours Jazz Orchestra diretta dal M° Massimo Morganti. Ha suonato la tromba nella canzone Punto e a Capo di Max Pezzali. Ha inoltre suonato sul disco Mariano Deidda canta Grazia Deledda del cantautore Mariano Deidda.

## Discografia parziale
- 1968 - Windmill Tilter
- 1970 - Humming Bird (con Paul Gonsalves)
- 1973 - Song For Someone
- 1975 - Gnu High (con Keith Jarrett, Dave Holland e Jack DeJohnette)
- 1976 - 1976
- 1978 - Deer Wan (con Jan Garbarek, John Abercrombie, Dave Holland e Jack DeJohnette)
- 1980 - Around 6
- 1984 - Double, Double You
- 1988 - Flutter By, Butterfly
- 1990 - Music For Large & Small Ensembles
- 1990 - The Widow In The Window
- 1992 - Kayak
- 1996 - Touché (con Paul Bley)
- 1997 - All The More
- 1997 - Angel Song (con Lee Konitz, Bill Frisell e Dave Holland)
- 1998 - Live at the Montreal Bistro (con Sonny Greenwich)
- 1998 - Siren's Song
- 1999 - A Long Time Ago
- 2000 - One More Time (con Norma Winstone e UMO Jazz Orchestra)
- 2001 - Moon (con John Taylor) (Egea Records)
- 2002 - Ordesa (con Stan Sulzmann e John Parricelli)
- 2003 - Dream Sequence
- 2003 - Island (con Bob Brookmeyer)
- 2004 - New Old Age (con John Taylor e Gabriele Mirabassi) (Egea Records)
- 2004 - Where Do We Go from Here? (con John Taylor)
- 2005 - What Now?
- 2006 - It Takes Two!
- 2008 - Other People
- 2009 - Nineteen Plus One (con la Colours Jazz Orchestra e Diana Torto)
- 2011 - One of many (con John Taylor e Steve Swallow)
- 2012 - The long waiting
- 2015 - Songs for quintet
- 2015 - On the way to two (con John Taylor)